# FGM-172 SRAW
Il FGM-172 SRAW (Short-Range Assault Weapon; arma da assalto ravvicinato), conosciuto anche come il Predator SRAW, è un sistema missilistico leggero da corta distanza, prodotta dalla Lockheed Martin, sviluppata dalla Lockheed Martin e Israel Military Industries ed è stato progettato come complemento per il missile anticarro Javelin. Lo SRAW ha gittata e potenza maggiori del suo predecessore, l'AT4 ma ha una gittata inferiore al Javelin.
Il missile ricevette il nome FGM-172 dall'United States Department of Defense nel 2006. Prima era chiamato il SRAW MK 40 MOD 0.

## Caratteristiche
Il Predator è un'arma fire and forget che usa un sistema pre-lancio dove l'operatore segue il bersaglio per tre secondi prima del lancio e il meccanismo interno misura la velocità e la direzione dell'obiettivo, insieme alla effettiva prestazione in volo, così da calcolare dove sarà l'obiettivo al momento della intercettazione. Il missile usa un sistema di navigazione inerziale per tenere conto dei venti perpendicolari e il movimento del lanciatore (può essere montato su un veicolo). Per l'attacco diretto il missile segue una traiettoria tesa e non guidata.

## Varianti

### Missile
Il missile è prodotto in due varianti, ognuno con una testata diversa.
La FGM-172A ha una testata per l'attacco verso il basso, per colpire il lato superiore del carro, attivato da una spoletta a doppio sensore, ed è usato come arma anticarro.
La FGM-172B presenta una testata a frammentazione, per uso come arma da assalto, contro fanteria e posizioni fortificate. È chiamato anche FGM-172B SRAW-MPV

### Arma
Il Kestrel è una variante del predator per le armi anticarro leggere della British Army (le "Next-generation Light Anti-tank Weapon"; NLAW)

## Vantaggi
Il Predator è un'arma utile da affiancare al Javelin, in quanto ha una gittata minima molto inferiore, specialmente in modalità da attacco diretto, dove può essere sparata da finestra a finestra attraverso una strada normale. È anche significativamente più leggero del Javelin, il che permette di portare più colpi. Infine avendo un sistema di guida diverso, è difficile che un bersaglio possa proteggersi sia dal Javelin sia dallo SRAW.

## Utilizzatori
- Stati Uniti: United States Marine Corps

## Predator MPV
Nel 2003 l'United States Army decise di non prendere una versione del Predator per il suo MPIM/SRAW (Multipurpose Individual Munition - Short Range Assault Weapon; munizione individuale multiuso - arma da assalto a corto raggio), ed ulteriori ordinazioni furono cancellate. Ormai dal 2005 tutti i missili FGM-172A forniti alla USMC sono stati dotati della testata multiuso esplosiva, per cambiare la testata per l'attacco verso il basso.

## Curiosità
- L'arma è presente nei videogiochi Battlefield 2, Battlefield 4 e Project reality, come arma anticarro della USMC e coalizione europea, nella versione ad attacco diretto. Un errore è che è guidabile via cavo, in realtà si guida da solo. Il suo avversario è l'Eryx.
- L'arma è usata anche nei videogiochi Tom Clancy's Ghost Recon Advanced Warfighter e Ghost Recon Advanced Warfighter 2, dove è chiamato il ZEUS MPAR e funziona a ricerca di calore, non guidabile.